# Dépression de Danakil
La dépression de Danakil est une dépression géologique située sur les territoires de l'Éthiopie et de l'Érythrée, entre le plateau éthiopien et les Alpes de Danakil. Elle forme la partie nord de la dépression de l'Afar.

## Géographie
La dépression de Danakil est une vaste plaine d'environ 200 km sur 50 km, située au nord de la région Afar en Éthiopie, près de la frontière avec l'Érythrée. Elle se trouve à environ 125 m au-dessous du niveau de la mer et est bordée à l'ouest par les Hauts plateaux abyssins et à l'est par les Alpes du Danakil, au-delà desquelles se trouve la mer Rouge.

## Géologie

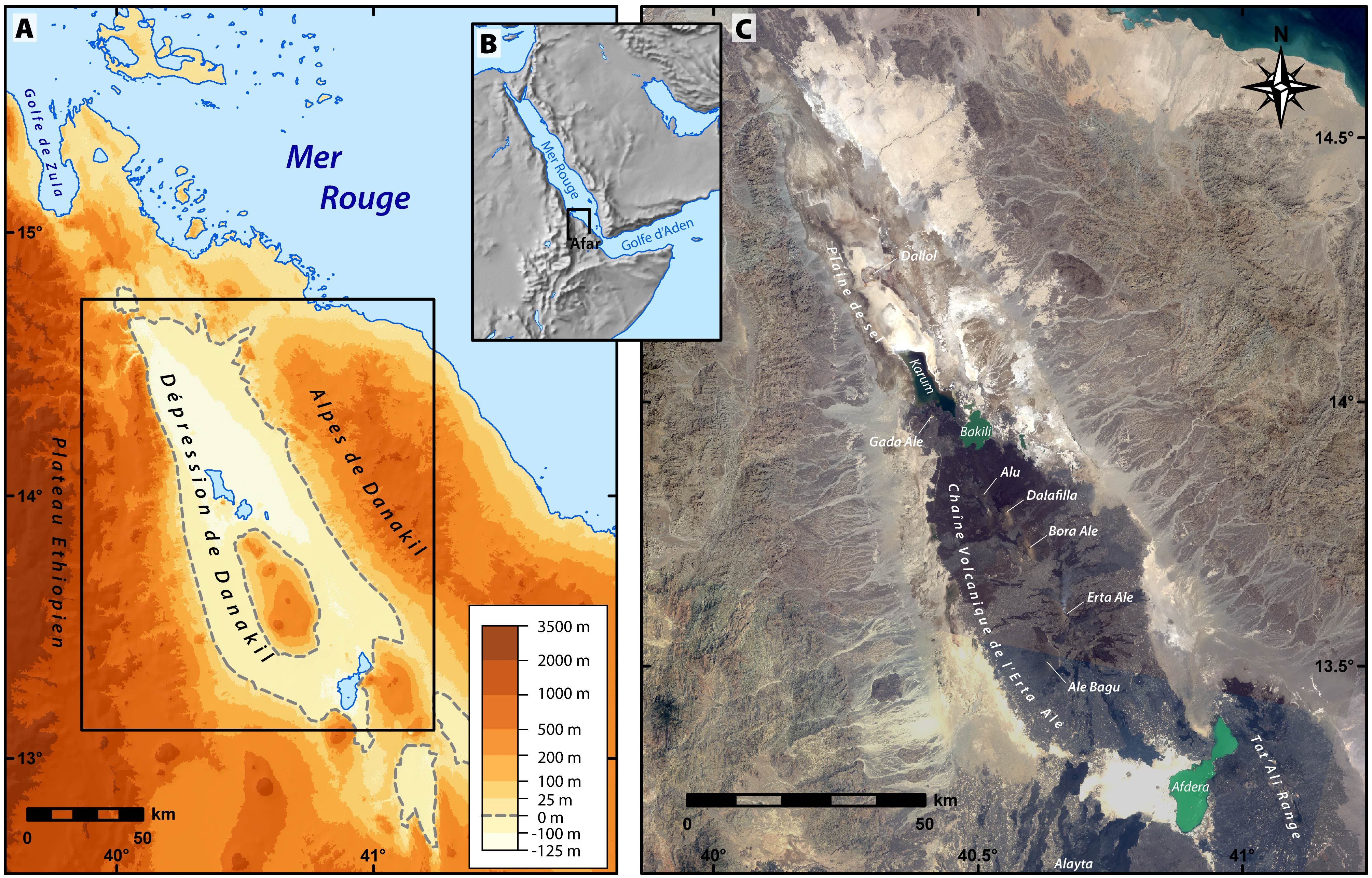
Carte de la Dépression de Danakil. La partie A montre la topographie et la région située sous le niveau de la mer. La partie C est une image satellite qui montre clairement la zone volcanique aux couleurs sombres au sud et la plaine de sel et les dépôts marins aux couleurs claires au nord.

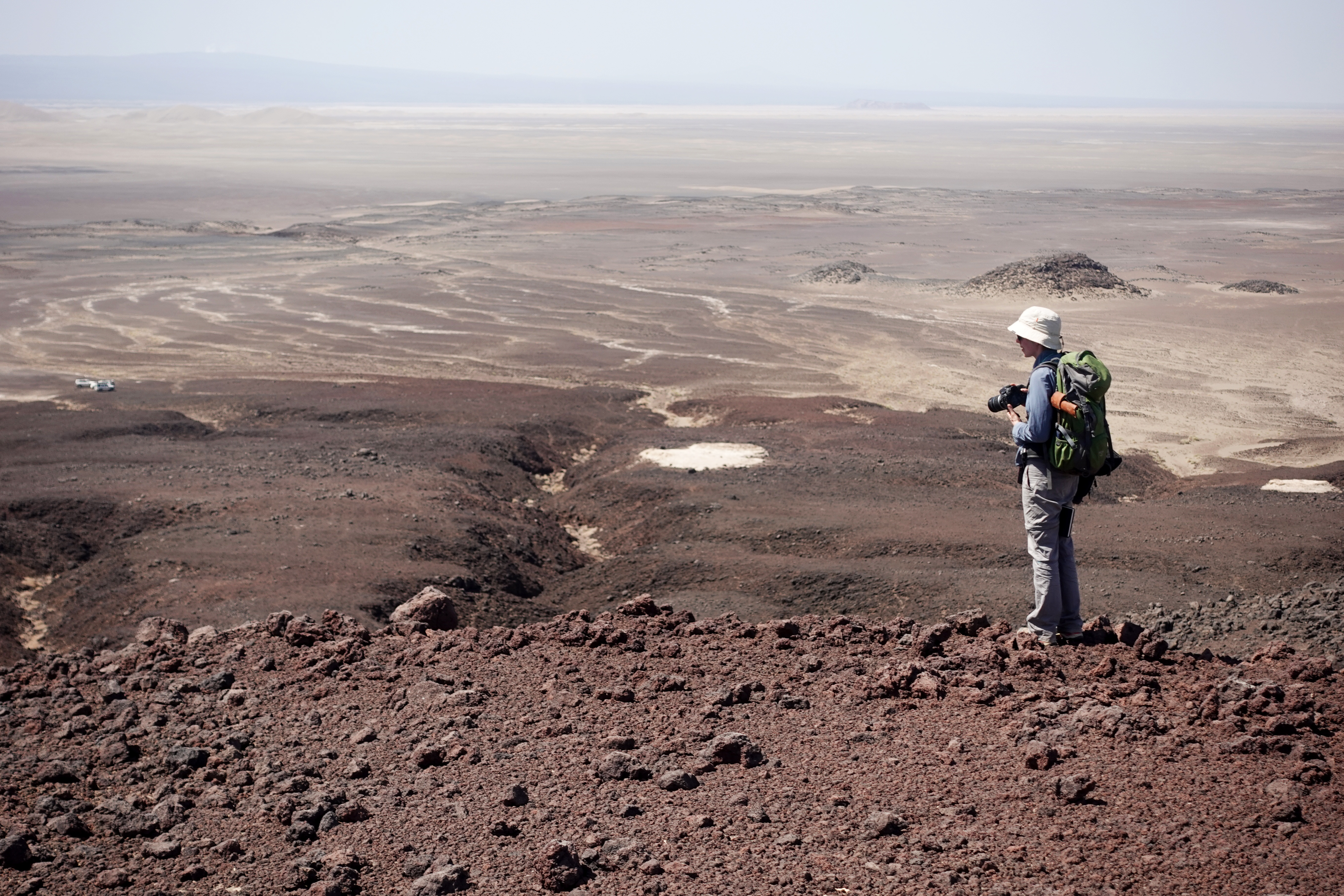
Paysage de la dépression de Danakil. Les roches de couleurs blanches au second plans sont des sédiments marins pléistocènes. L'Erta Ale est visible en arrière-plan.

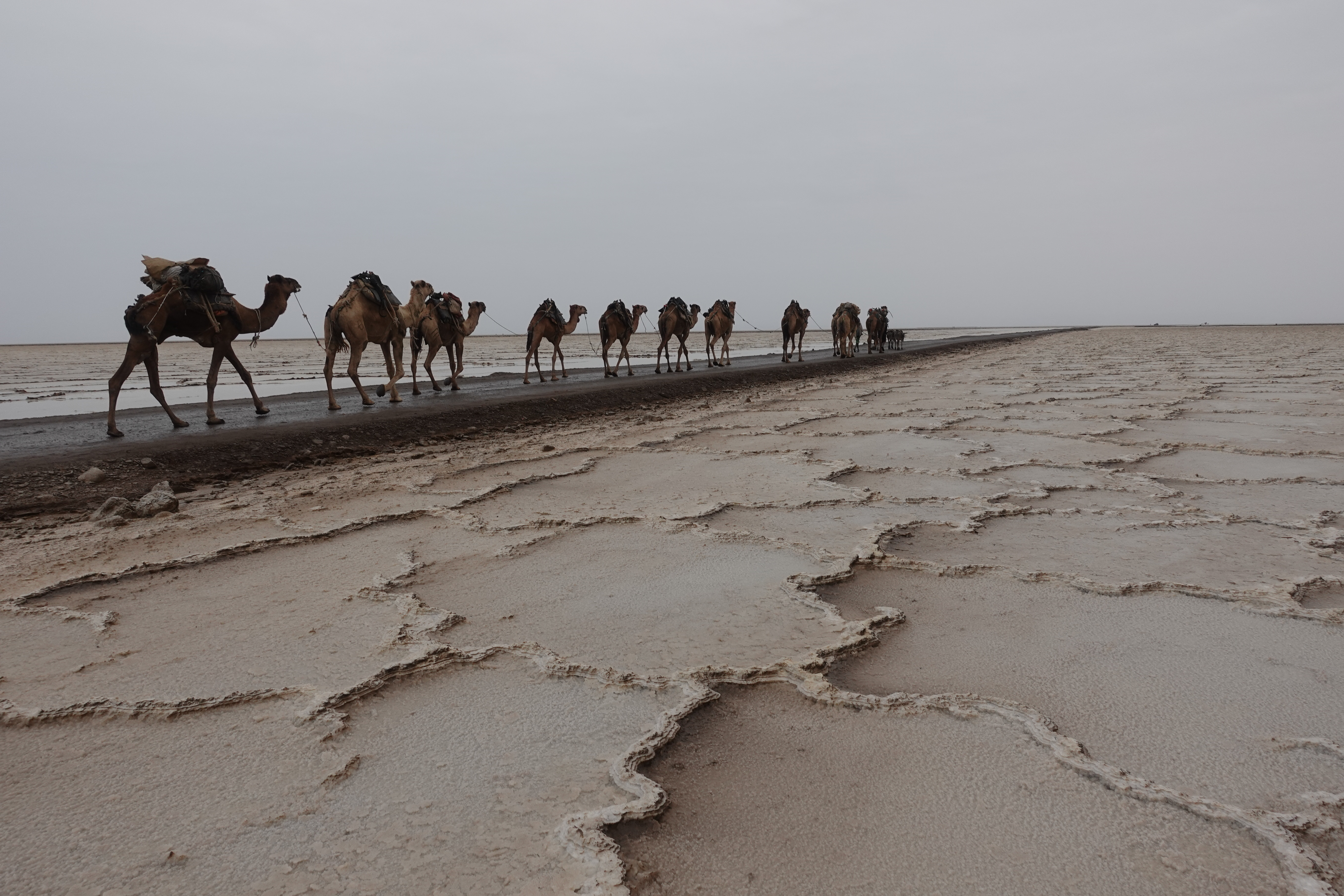
La plaine de sel de la Dépression de Danakil.

La dépression de Danakil est une large vallée causé par l'extension entre la plaque nubienne et la microplaque Danakil (en) (où se trouve notamment bloc de Danakil),. La vitesse d'extension entre ces deux plaques est d'environ 18 mm par an au sud de la dépression, et elle diminue à 8 mm par an à son extrémité nord. La dépression de Danakil est donc un rift, plus précisément l'extrémité nord du rift de l'Afar. 
La formation de ce rift a débuté avec la rotation de la microplaque Danakil (en) il y a environ 11 millions d'années,,. Depuis, l'extension tectonique a causé l'affinement de la croûte, et la subsidence du bassin où se sont accumulés des sédiments et des roches volcaniques. Contrairement à la région voisine de l'Afar central, plus proche du point chaud de l'Afar, la dépression de Danakil n'a connu qu'une activité volcanique modérée durant sa première phase de rift. Cette activité volcanique a cependant augmenté de manière significative depuis au moins 0.6 millions d'année, formant notamment la chaîne volcanique de l'Erta Ale. Cette activité volcanique a probablement été causé par l'amincissement de la croûte et la décompression du manteau sous-jacent qui a permis la production de grande quantité de magma. 
La partie sud de la dépression est donc dominée par la chaîne volcanique de l'Erta Ale, qui comprends plusieurs autres volcans boucliers ou stratovolcans, tels que l'Alu, le Dalafilla, l'Ale Bagu, ou le Gada Ale. Ces volcans ont surtout produit des roches basaltiques. La pétrologie et la géochimie de ces roches indiquent une absence de croûte continentale sous l'édifice volcanique,,,,, ce qui suggère que la plaque nubienne et la microplaque Danakil (en) sont probablement détachées à cet endroit. Cela indique que le rift se trouve à un stade avancé de son évolution, proche d'une océanisation. La chaîne de l'Erta Ale ne constitue cependant pas encore une croûte océanique normale, mais plutôt une croûte transitionnelle. Dans cette partie de la dépression, une part significative de l'extension est aujourd'hui accommodée par l'intrusion de dykes, et non par des mouvements de failles. 
La partie nord de la dépression est, elle, dominée par des roches sédimentaires. L'extension y est accommodée par d'importants mouvements de failles,. L'activité volcanique est moins importante que dans la partie sud, mais on y trouve deux volcans (Maraho et Dallol), et l'intrusion de plusieurs dykes a été mesurés,. Proche de la marge ouest de la dépression, des rivières éphémères amènent des sédiments grossiers qui forment des cônes de déjections dominés par des conglomérats. Pendant le Pléistocène moyen et supérieur, le basin a été inondé au moins 4 fois par la Mer Rouge durant des périodes de niveau marin élevé,. La dernière de ces inondation a eu lieu il y a environ 130'000 ans,. Ces inondation sont démontrés par la présence de récifs corallien fossiles,, ainsi que par les épais (>500 m) dépôts d'évaporites (principalement de la halite, i.e. du sel) présents dans la partie centrale de la dépression,. La partie inférieure des évaporites, incluant de la halite et de la potasse, s'est directement déposée dans les eaux marines provenant de la Mer Rouge lors de la dernière inondation. La partie supérieure de ces évaporites a été déposé par des eaux continentales dans des lacs salés ou des plaines de sel après avoir dissout d'anciennes évaporites sur les marges du basin ou en profondeur. Ce processus est toujours en cours, notamment aux abords du Lac Karoum,. 

### Dallol
Au centre de la plaine de sel se trouve un volcan très particulier, le volcan de sel de Dallol. Les fluides magmatiques interagissent avec les évaporites en profondeur, ce qui les dissout les évaporites et provoque leur remontée à la surface, formant un volcan de sel. Les fluides qui s'échappent de ce volcan sont à la fois extrêmement acides, salés, et chaud. L'oxydation des sels dissouts, la complexation des sulfate de fer et de chlore, et l'évaporation forment d'impressionnantes structures colorées. Ces conditions extrêmes sont aussi étudiées de près par les biologistes en quête d'extrémophile, des organismes vivant dans des conditions habituellement mortelle. Ils y ont trouvé des organismes dans la plupart des basins,.

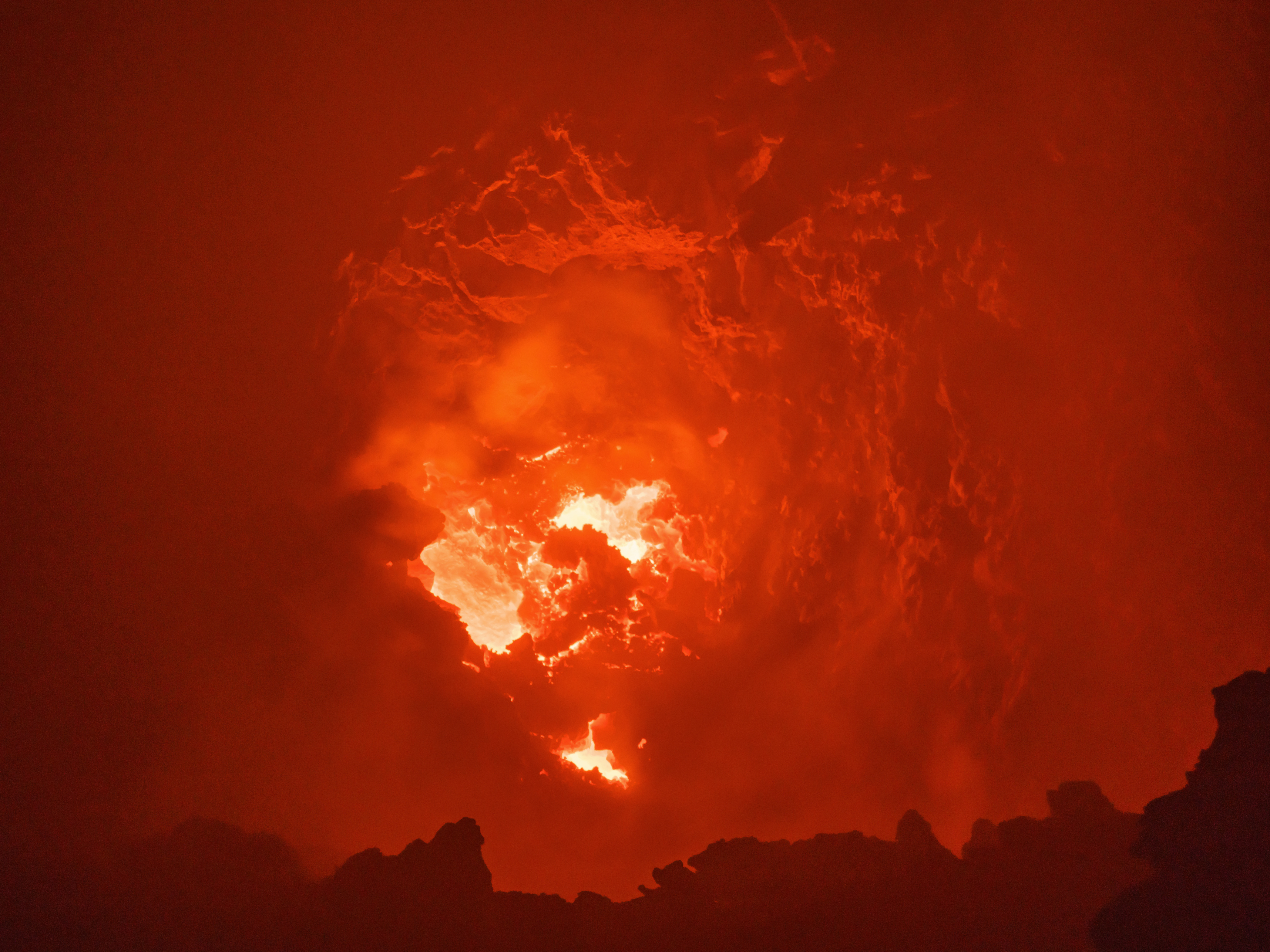
L'Erta Ale en éruption dans la dépression Danakil.
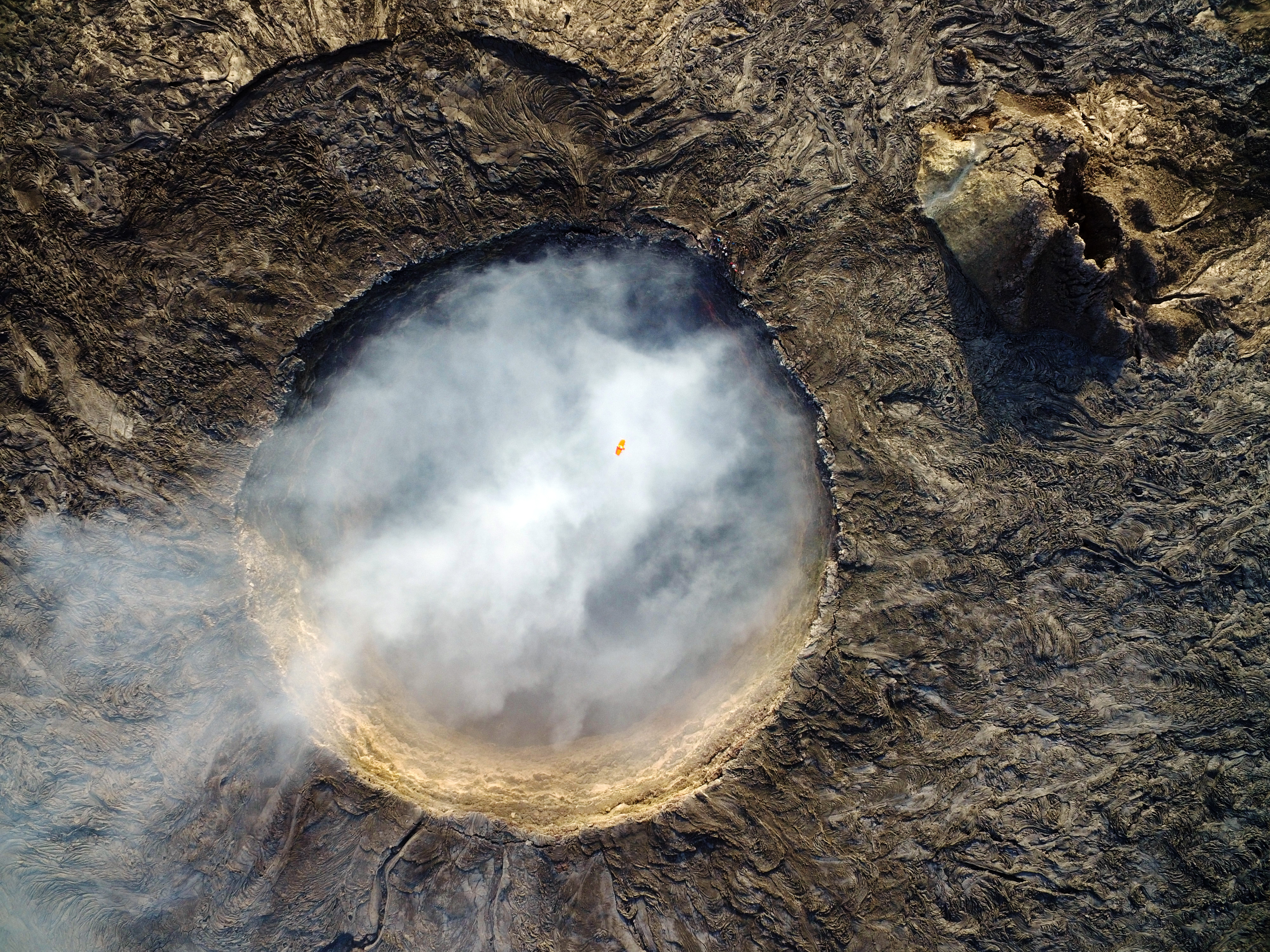
Cratère de l'Erta Ale.
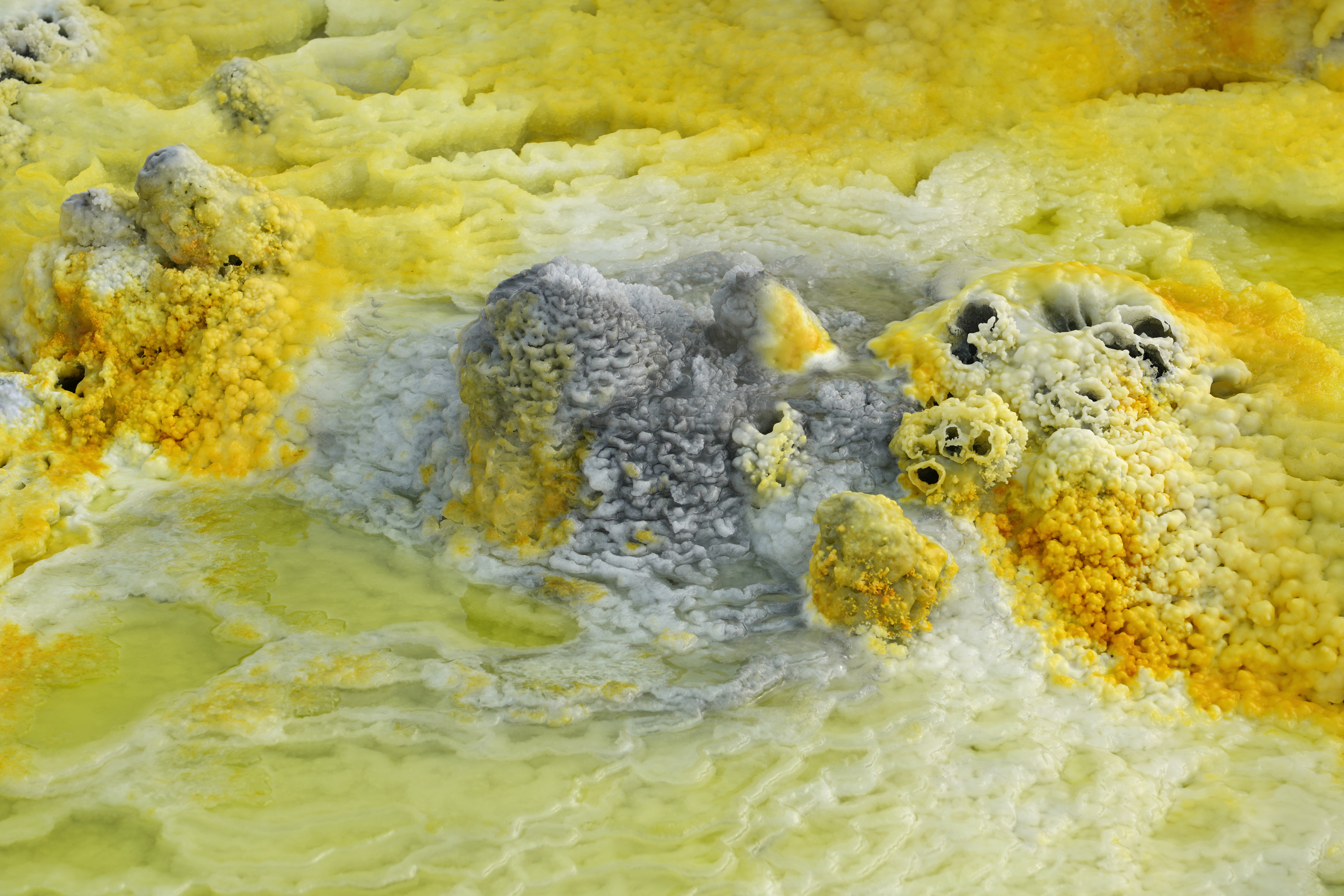
Cheminées d'où s'échappent les fluides hydrothermaux à Dallol.
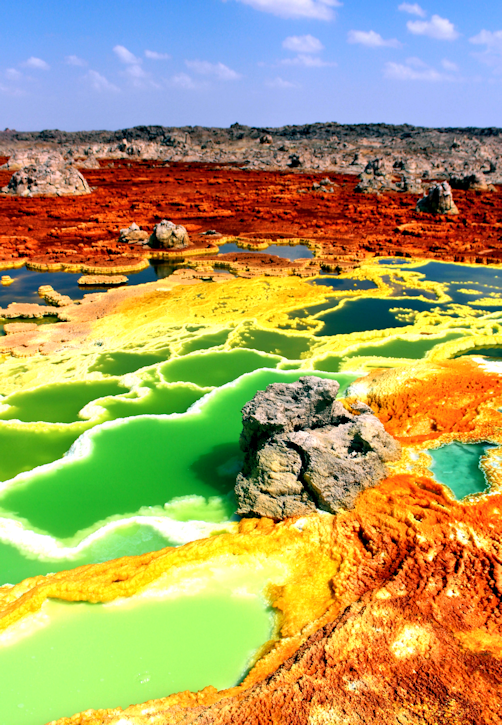
Le volcan de sel de Dallol.